# 1942年7月5日行動
本条目包含来自属于公共领域的美国海军军舰辞典的文本。

1942年7月5日行動是指在第二次世界大戰阿留申群島戰役期間，所進行的一場海戰作戰行動。在任務中美國海軍貓鯊級黑鱸號潛水艇主動攻擊停泊在基斯卡島的大日本帝國軍艦。這次行動是黑鱸號潛水艇服役後第一個作戰任務，並且成功對大日本帝國海軍造成一定傷害。

## 概要
1942年，日本联合舰队北方部队（第五舰队）为了增强兵力，运送特殊潜艇甲标的和水上战斗机以及海军陆战队。编成了由原田觉大佐指挥的水上飞机母舰「千代田」（母艦）、运输船队（鹿野丸、菊川丸、阿根廷丸）组成的船队，和护卫的第18驱逐队的4艘驱逐舰（不知火、霞、陽炎、霰）从日本列岛的横须贺前往太平洋阿留申群岛的基斯卡岛，进行供应任务。7月5日午时，美国海军的「黑鲈号」潜水艇偷袭了停泊在基斯卡岛海湾上的第18驱逐队。在此次攻击中，日本海军的霰号驱逐舰沉没，霞号驱逐舰及不知火號驅逐艦受损。被迫切断船体的「不知火」和「霞」，在舞鹤海军工厂进行了长达1年以上的修理。

## 经过

### 运输船队的出发
日本帝国海军和日本帝国陆军自1942年6月6日起占领了基斯卡岛，几乎没有遇到抵抗。同时，在东京湾地区的美军潜水艇正在秘密活动。截至同年8月，美军在该地区共有8艘大型潜艇。这些美军潜水艇在阿兹岛和基斯卡岛出动，成为日军的威胁。
美军独角鲸级鹦鹉螺号在6月25日击沉了白露型驱逐舰「山风」（第24驱逐队）。接着发现了刚从横须贺出发的千代田运输队（千代田、阿根廷丸、不知火、霞、霰），对「千代田」进行了雷击，但没有命中。「阳炎」从横须贺出发，与横须贺镇守部所属舰艇（驱潜艇，扫雷艇等）协同实施潜水艇扫荡，鹦鹉螺号受到雷击损伤，返回夏威夷。此后，返回了横须贺的阳炎号7月3日护卫运输船「鹿野丸」从该地出发，前往基斯卡岛。但是由于装载的延迟，运输船变更为「菊川丸」。7月9日，「阳炎」伴随「菊川丸」从横须贺出发。
7月5日清晨，「千代田」和「阿根廷丸」进入了基斯卡岛海湾。「千代田」运送的六架二式水上战斗机被编入港口空中部队，立即开始空中巡逻。由于基斯卡岛上的大雾天气，第18驱逐队3艘驱逐舰（不知火、霞、霰）被命令停留待命。

### 美军突袭

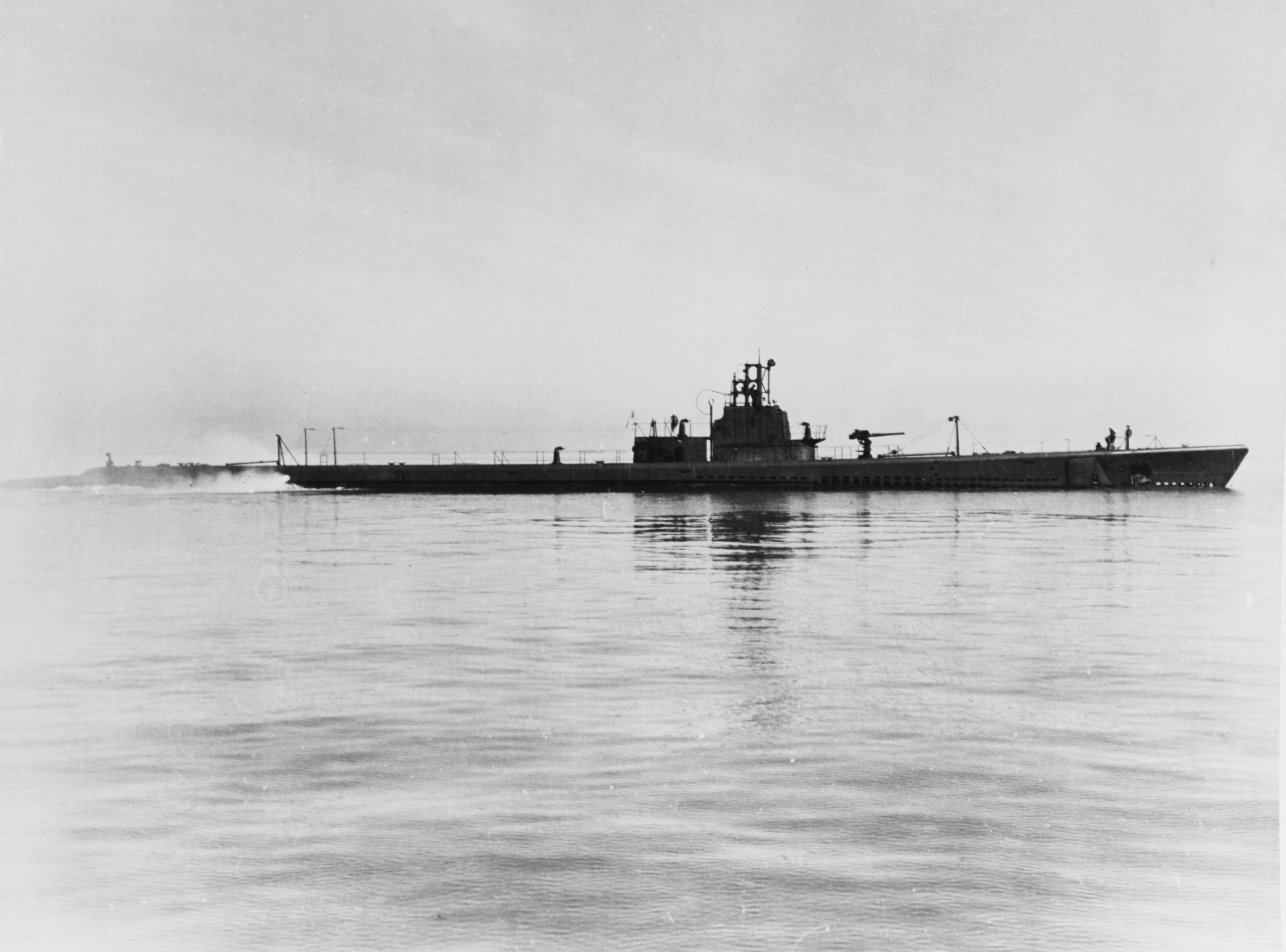
美军黑鲈号潜水艇（USS Growler (SS-215)）

「黑鲈号」从珍珠港到阿拉斯加的第一次巡逻中，由霍华德·吉尔摩（Howard Gilmore）中校指挥的。7月5日，美国海军的美国海军猫鲨级潜水艇黑鲈号在基斯卡港海军基地以东7英里（6.1海里；11公里）的地方航行，这时在一个相当远的地方發現了三艘日本驱逐舰。黑鲈号紧急下潜并从六个鱼雷发射管发射鱼雷，從所在位置上看去，日军的船只似乎是重叠的。日军完全不知道吉尔摩中校的攻击，在發射的六枚魚雷中，至少有三枚鱼雷击中了目标。黑鲈号对前头的2艘驱逐舰发射鱼雷各1枚，对第3艘发射了鱼雷2枚。日军前兩艘驱逐舰几乎同时在船体中部遭到雷击，严重受损；第三艘驅逐艦的艦首被擊中前，進行了機動迴避並且發射兩枚魚雷，兩枚魚雷分別擦過「黑鲈号」的左右舷，「黑鲈号」隨即下潛以避免可能的深水炸彈攻擊，但日軍沒有繼續追擊，美軍無人傷亡。「霰」直接被击中船舰主轴，不久便沉没，战死者104名。「不知火」和「霞」也大破。一枚鱼雷命中「不知火」的机关部，舰首也遭到了严重的破损，造成战死者有3人。「霞」被1支鱼雷命中炮塔下部，舰艇各部发生歪斜并引发大火。两艘船都不能自力航行，数十名伤员被「千代田」收容。「黑鲈号」随后紧急逃跑。
另外，当天在阿加图岛近海行动中的第21驱逐队的驱逐舰「子日」也被美国的河豚级潜水艇Triton （USS Triton, SS-201）的雷击击沉。日本帝国海军仅仅一天就失去了2艘驱逐舰（霰、子日），2艘（霞、不知火）大破。

## 影响
对于美军潜水艇对日本船舰的影响，再加上之前第18驱逐队的损害，给日本海军带来了冲击。感到危机感北方部队（第五舰队）匆忙投入各种舰艇增援，包括日本航母机动部队。
7月10日，以第一舰队的第一水雷战队司令官大森仙太郎少将为指挥官的北方护卫部队轻巡洋舰（阿武隈号轻巡洋舰）、第6驱逐队（晓、雷、电、响）、第21驱逐队（若叶、初春、初霜），加强对阿留申群岛周边的警戒和船只的护卫工作。护卫队各舰队也在基斯卡岛湾集结。「千代田」在「初春」护卫下，7月12日从基斯卡岛出发（千代田19日到达了日本内海西部）。配备在基斯卡岛上的甲标由于基地设备不足和美军的轰炸，最终没能用于作战。
7月19日，「阳炎号」护卫「菊川丸」抵达了基斯卡岛。7月20日，「阳炎」被从第18驱逐队除去，被编入第15驱逐队（黑潮，亲潮，早潮，阳炎）。又把第18驱逐队编入了第五舰队。

### 日舰船长后来
之后第18驱逐舰队司令宫坂义登大佐（当时在「不知火」上）企图用短剑自杀，被「千代田」收容后保住了一条命。7月14日，宫坂被解除了第18驱逐队司令一职（7月28日被往吴镇守府）。翌年1943年3月20日，宫坂与阿部弘毅少将、西田正雄大佐（比叡沉没时的舰长）等人一起被编入服役。
「不知火」驱逐舰舰长赤澤次壽雄则被任命为正在建造中的「秋月型驱逐舰」「凉月」的装备负责人。 1944年1月10日「凉月」舰长退役后，他3月20日被任命为第10驱逐队司令。6月8日，夕云型驱逐舰「风云」受美国鳕鱼号潜艇鱼雷攻击于达沃市湾口沉没，赤泽也战死了了。
「霞」驱逐舰长的户村清中佐8月20日被任命为「朝潮型驱逐舰」「满潮」舰长。此后成为驱逐舰「谷风」舰长和重巡洋舰「摩耶」副长，从1944年2月15日，开始成为第6驱逐队司令。
「霰」驱逐舰长的緒方友兄中佐在7月31日被解除职务，1943年4月担任第56潜艇指挥官，轻型巡洋舰「木曾」副司令，参加了卡纳尔岛撤退作战。同年10月18日历任「秋月型驱逐舰」「秋月」第二代驱逐舰长等。

### 不知火与霞的处理
在基斯卡岛上残留的「不知火」和「霞」，隐藏在一个月前被击沉的日产丸的残骸里进行了应急修理。7月17日，日本大本营根据大海令第114号对横须贺镇守府，命令夕云型驱逐舰「长波」运送「不知火」和「霞」的救难资材和修理人员 （长波7月20日从横须贺出发，27日到达）。
7月28日，「霞」根据应急修理成为了可以拖航的状态。被驱逐舰「电」（第6驱逐队）拖航，「阳炎」护卫从基斯卡岛出发。8月3日，到达幌筵岛的片冈湾。8月5日，「电」拖着「霞」从片冈湾出发，9日到达石狩湾。「霞」拖航任务由油轮「富士山丸」继承。10日，「富士山丸」拖着「霞」从石狩湾出发，13日到达了舞鹤。 8月15日，第18驱逐队被解队。「霞」成为第五舰队附属。8月31日，「霞」和「不知火」将从战时编制中除去。两艘都被指定为特务驱逐舰。「霞」回归战线是在1943年（昭和18年）7月以后。
「霞」离开了基斯卡岛之后，「不知火」也留在同地继续修理。不知火在舰体中央部切断前部船首，在1号炮塔和舰桥的前半部安上浮力坦克，預定作为浮力炮台在基斯卡岛留下。但是实际上切断之后，前部就颠覆沉没了。最终，「不知火」拖着全长120m中后部返航。当初预定在横须贺海军工厂修理，但最终决定在舞鹤海军工厂修理。8月15日，第18驱逐队被解队，「不知火」成为了第五舰队附属。同日，「不知火」被「电」拖航，在潜艇伊26的护卫下从基斯卡岛出发。20日，到达了片冈湾。在同一地点，「电」把「不知火」拖航任务交给了「神津丸」。21日，「神津丸」拖着「不知火」从该地出发，经由小樽9月3日到达了舞鹤。不知火在舞鹤工厂进行了长期的修理和维修。「霞」和「不知火」成为吴镇守府的预备舰，31日被指定为特务驱逐舰。「不知火」恢复到战线是在1943年（昭和18年）11月以后。

### 美军方面
黑鲈号在阿留申群岛水域没有发现更多的敌舰，回到夏威夷结束了她的第一次巡逻。由于杰出领导，霍华德·吉尔摩被提升为指挥官，并获得海军荣誉勋章。吉尔摩后来在1943年2月7日的行动中在菲律宾被击毙。在一次快速的水面行动中，他命令黑鲈号撞向一艘日本炮艇，当时他在甲板上准备潜入水中时，吉尔摩被机关枪的炮火击伤。吉尔摩成为第二次世界大战中被授予荣誉勋章的七名美国潜艇兵之一。黑鲈号继续在太平洋进行了九次成功的巡逻。在太平洋战争期间，猫鲨级潜水艇在各指挥官的指挥下击沉众多日军军舰，其中包括许多武装船只。

## 延伸阅读
- Bauer K. Jack, Roberts S. Stephen, "Register of Ships of the U.S. Navy, 1775–1990: Major Combatants." Westport, Connecticut Greenwood Press (1991) pg# 271 ISBN 0-313-26202-0